# فهرست فرودگاه‌های تایوان
این مقاله شامل فهرست فرودگاه‌های تایوان است.

## فرودگاه‌ها
| شهر                  | ایکائو               | یاتا                 | نام فرودگاه                       | مختصات |
| فرودگاه‌های بین‌المللی | فرودگاه‌های بین‌المللی | فرودگاه‌های بین‌المللی | فرودگاه‌های بین‌المللی              | فرودگاه‌های بین‌المللی |
| -------------------- | -------------------- | -------------------- | --------------------------------- | --- |
| کاوهسیونگ            | RCKH                 | KHH                  | فرودگاه بین‌المللی گاوشیونگ        | ۲۲°۳۴′۳۷″ شمالی ۱۲۰°۲۱′۰۰″ شرقی / ۲۲٫۵۷۶۹۴°شمالی ۱۲۰٫۳۵۰۰۰°شرقی                                                                                                  |
| تایچونگ              | RCMQ                 | RMQ                  | فرودگاه تیچون                     | ۲۴°۱۵′۵۲٫۸۰″ شمالی ۱۲۰°۳۷′۱۴٫۰۹″ شرقی / ۲۴٫۲۶۴۶۶۶۷°شمالی ۱۲۰٫۶۲۰۵۸۰۶°شرقی                                                                                        |
| تایپه                | RCSS                 | TSA                  | فرودگاه سونگشان تایپه             | ۲۵°۰۴′۱۰″ شمالی ۱۲۱°۳۳′۰۶″ شرقی / ۲۵٫۰۶۹۴۴°شمالی ۱۲۱٫۵۵۱۶۷°شرقی                                                                                                  |
| Taoyuan              | RCTP                 | TPE                  | فرودگاه بین‌المللی تائویوان تایوان | ۲۵°۴′۳۵″ شمالی ۱۲۱°۱۳′۲۶″ شرقی / ۲۵٫۰۷۶۳۹°شمالی ۱۲۱٫۲۲۳۸۹°شرقی                                                                                                   |
| DOMESTIC AIRPORTS    |                      |                      |                                   | |
| چیایای               | RCKU                 | CYI                  | فرودگاه چیایی                     | ۲۳°۲۷′۴۲″ شمالی ۱۲۰°۲۳′۳۴″ شرقی / ۲۳٫۴۶۱۶۷°شمالی ۱۲۰٫۳۹۲۷۸°شرقی                                                                                                  |
| Green Island         | RCGI                 | GNI                  | فرودگاه لیودائو                   | ۲۲°۰۱′۴۶″ شمالی ۱۲۱°۳۱′۳۸″ شرقی / ۲۲٫۰۲۹۴۴°شمالی ۱۲۱٫۵۲۷۲۲°شرقی                                                                                                  |
| Hengchun             | RCKW                 | HCN                  | فرودگاه هنگچون                    | ۲۲°۰۲′۱۷″ شمالی ۱۲۰°۴۳′۴۹″ شرقی / ۲۲٫۰۳۸۰۶°شمالی ۱۲۰٫۷۳۰۲۸°شرقی                                                                                                  |
| هوالاین              | RCYU                 | HUN                  | فرودگاه هوالین                    | ۲۴°۰۱′۲۳″ شمالی ۱۲۱°۳۷′۰۴″ شرقی / ۲۴٫۰۲۳۰۶°شمالی ۱۲۱٫۶۱۷۷۸°شرقی                                                                                                  |
| کینمن                | RCBS                 | KNH                  | فرودگاه کینمن                     | ۲۴°۲۵′۴۰″ شمالی ۱۱۸°۲۱′۳۳″ شرقی / ۲۴٫۴۲۷۷۸°شمالی ۱۱۸٫۳۵۹۱۷°شرقی                                                                                                  |
| Magong               | RCQC                 | MZG                  | فرودگاه ماگونگ                    | ۲۲°۴۰′۲۵″ شمالی ۱۲۱°۲۷′۵۹″ شرقی / ۲۲٫۶۷۳۶۱°شمالی ۱۲۱٫۴۶۶۳۹°شرقی                                                                                                  |
| Matsu Beigan         | RCMT                 | MFK                  | فرودگاه ماتسو بیگان               | ۲۳°۳۴′۰۰″ شمالی ۱۱۹°۳۷′۴۸″ شرقی / ۲۳٫۵۶۶۶۷°شمالی ۱۱۹٫۶۳۰۰۰°شرقی                                                                                                  |
| Matsu Nangan         | RCFG                 | LZN                  | فرودگاه ماتسو نانگان              | ۲۶°۱۳′۲۶″ شمالی ۱۲۰°۰۰′۰۹″ شرقی / ۲۶٫۲۲۳۸۹°شمالی ۱۲۰٫۰۰۲۵۰°شرقی                                                                                                  |
| Orchid Island        | RCLY                 | KYD                  | فرودگاه لانیو                     | ۲۶°۰۹′۳۵″ شمالی ۱۱۹°۵۷′۳۰″ شرقی / ۲۶٫۱۵۹۷۲°شمالی ۱۱۹٫۹۵۸۳۳°شرقی                                                                                                  |
| Pingtung             | RCSQ                 | PIF                  | فرودگاه پینگتونگ                  | ۲۲°۴۱′۴۳″ شمالی ۱۲۰°۲۸′۴۰″ شرقی / ۲۲٫۶۹۵۲۸°شمالی ۱۲۰٫۴۷۷۷۸°شرقی (Civic Terminal) ۲۲°۴۰′۲۰″ شمالی ۱۲۰°۲۷′۴۲″ شرقی / ۲۲٫۶۷۲۲۲°شمالی ۱۲۰٫۴۶۱۶۷°شرقی (نظامی Airbase) |
| Qimei                | RCCM                 | CMJ                  | فرودگاه کیمی                      | ۲۳°۱۲′۴۷″ شمالی ۱۱۹°۲۵′۰۳″ شرقی / ۲۳٫۲۱۳۰۶°شمالی ۱۱۹٫۴۱۷۵۰°شرقی                                                                                                  |
| تاینان               | RCNN                 | TNN                  | فرودگاه تاینان                    | ۲۲°۵۷′۰۱″ شمالی ۱۲۰°۱۲′۲۰″ شرقی / ۲۲٫۹۵۰۲۸°شمالی ۱۲۰٫۲۰۵۵۶°شرقی                                                                                                  |
| Taitung              | RCFN                 | TTT                  | فرودگاه تایتونگ                   | ۲۲°۴۵′۱۷″ شمالی ۱۲۱°۰۶′۰۶″ شرقی / ۲۲٫۷۵۴۷۲°شمالی ۱۲۱٫۱۰۱۶۷°شرقی                                                                                                  |
| Wang'an              | RCWA                 | WOT                  | فرودگاه وانگ-آن                   | |
| فرودگاه‌های نظامی     |                      |                      |                                   | |
| سینچو                | RCPO                 |                      | پایگاه هوایی هسینچو               | ۲۴°۴۹′۰۵″ شمالی ۱۲۰°۵۶′۲۱″ شرقی / ۲۴٫۸۱۸۰۶°شمالی ۱۲۰٫۹۳۹۱۷°شرقی                                                                                                  |
| Dongsha Islands      |                      |                      | فرودگاه پراتاس آیلند              | ۲۰°۴۲′ شمالی ۱۱۶°۴۳′ شرقی / ۲۰٫۷۰۰°شمالی ۱۱۶٫۷۱۷°شرقی |
| Taiping Island       | RCSP                 |                      | فرودگاه ایتو ابا آیلند            | ۱۰°۲۲′۳۸″ شمالی ۱۱۴°۲۱′۵۹″ شرقی / ۱۰٫۳۷۷۲۲°شمالی ۱۱۴٫۳۶۶۳۹°شرقی                                                                                                  |